# Natürliche Art
Mit dem Begriff der natürlichen Art (engl. natural kind) werden in der analytischen Philosophie Mengen von Dingen bezeichnet, die nicht von Menschen geschaffen sind und die sich, unabhängig von menschlichen Interessen, Begriffen und Konventionen, in verschiedenen Hinsichten untereinander ähneln. Beispiele hierfür sind Elementarteilchen, chemische Elemente und biologische Arten.
Von natürlichen Arten werden zumeist künstliche Arten unterschieden, die nur das Interesse des Klassifizierers widerspiegeln und nicht irgendeine relevante Eigenschaft der klassifizierten Objekte selbst (z. B. „Schuhe unter $100“).
Hinter der Einteilung in natürliche Arten steht die Idee, dass all ihren Mitgliedern eine Menge von Eigenschaften gemein ist, die für diese Art konstitutiv und damit charakteristisch sind. In der philosophischen Debatte werden vor allem der ontologische Status natürlicher Arten und die erkenntnistheoretische Frage diskutiert, ob bzw. auf welche Weise sie zuverlässig bestimmt und unterschieden werden können.

## Begriffsgeschichte
Obwohl der Terminus „natürliche Art“ jüngeren Datums ist, lässt sich sein sachlicher Gehalt bis auf Platons Phaidros zurückführen.
Dort fordert Platon, die Welt „nach Arten durch Schnitte zu zerlegen, und zwar nach den Gliedern, wie sie gewachsen sind, und zu versuchen, nicht nach Art eines schlechten Kochs einen Teil zu zerbrechen“ (Phaidros 265e). Seine zugrunde liegende Intuition ist, dass die natürliche Welt in objektive Kategorien unterteilbar ist und wir danach streben sollten, diese zu entdecken.
Maßgeblich für die weitere Entwicklung des Art-Begriffs wurde dann die aristotelische Unterscheidung von wesentlichen und akzidentiellen Eigenschaften von Substanzen.
Während jedoch Aristoteles eine dynamische Auffassung von artbestimmenden charakteristischen Eigenschaften entwickelte, verfestigten sich in der Tradition seine Untersuchungen zu einem starren ontologischen System, wie es sich etwa im sogenannten Porphyrianischen Baum der Hochscholastik ausdrückt. Diese Idee eines durchgehend engen ontologischen Zusammenhanges aller Dinge wurde an die Denker der Renaissance und der Neuzeit weitergereicht. Sie bildet den Hintergrund für viele Arbeiten von Descartes, Spinoza und Leibniz. Im 19. Jahrhundert greift John Stuart Mill die Annahme natürlicher Arten (real kinds) als Voraussetzung erfolgreichen induktiven Schließens wieder auf.
In der Gegenwart wird das Konzept natürlicher Arten kontrovers diskutiert. C. D. Broad versuchte, induktives Schließen durch den Hinweis auf natürliche Arten zu rechtfertigen, was von Nelson Goodman kritisiert wurde. W. V. O. Quine wiederum vertrat die Position, natürliche Arten seien vorwissenschaftliche Klassifikatoren und müssten dementsprechend ersetzt werden. Saul Kripke und Hilary Putnam verteidigen gegen Quine das Konzept der natürlichen Arten und vertreten die Auffassung, dass es notwendige Wahrheiten a posteriori gibt. Jerry Fodor fasst natürliche Arten als diejenigen Klassen von Objekten auf, über die Naturgesetze verallgemeinern.

## Philosophische Positionen
In der aktuellen Debatte zur Metaphysik der natürlichen Arten werden vor allem folgende Fragen kontrovers diskutiert:
1. Sind die Arten, die wir als „natürliche“ Arten betrachten, tatsächlich natürlich oder nur das Produkt menschlicher Klassifizierungsprozesse?
2. Wenn es natürliche Arten gibt: Sind sie irreduzible, grundlegende Entitäten (neben z. B. Partikularien und Universalien (Ellis,[7] Lowe[8])) oder sind sie von anderen Entitäten (z. B. Universalien) abgeleitet?
3. Wenn natürliche Arten einen eigenen ontologische Status haben: Haben sie eine Essenz, d. h. gibt es Eigenschaften, die für die Zugehörigkeit zu einer Art notwendig oder hinreichend sind?

### Realistische Positionen
Realistische Positionen gestehen den Arten eine von menschlichen Konstruktionen mehr oder weniger unabhängige Existenz zu. Als Merkmale für eine natürliche Art wurden von ihren Vertretern folgenden Kriterien vorgeschlagen, die aber teilweise umstritten sind:
1. Die Mitglieder einer natürlichen Art haben einige natürliche Eigenschaften gemeinsam (Mill[9])
2. Die natürliche Art erlaubt induktive Schlüsse (Whewell,[10] Mill,[9] Quine[11])
3. Die natürliche Art hat an den Naturgesetzen teil
4. Die Mitglieder einer natürlichen Art bilden eine Art (Hawley, Bird[12])
5. Die natürliche Art ist von anderen natürlichen Arten kategorisch unterscheidbar (Ellis[7])

#### Schwacher Realismus
Die schwächere realistische Interpretation, wie sie z. B. von Pierre Duhem und W.V.O. Quine vertreten wurde
fasst Arten zwar als Ergebnis menschlicher Kategorisierung auf, hält aber natürliche Arten dadurch für ausgezeichnet, dass diese Kategorisierung objektiv existierenden Unterschieden entspricht.

#### Starker Realismus
Nach der stärkeren realistischen Auffassung können wir die Unterscheidung zwischen natürlichen und nicht-natürlichen Klassifikationen nicht erklären, ohne uns auf bestimmte Entitäten, die natürlichen Arten, zu beziehen. Diese haben gemäß dieser Auffassung eine vollständig unabhängige Existenz. Während der schwache Realismus als solcher keine ontologische Bindung hat und nur davon ausgeht, dass es natürliche Gruppierungen und Unterscheidungen unter den Dingen gibt, behauptet der starke Realismus, dass die natürlichen Einteilungen zwischen Arten die Grenzen zwischen realen Entitäten widerspiegeln. So sei z. B. der Unterschied zwischen Silber und Gold nicht nur ein Unterschied zwischen zwei natürlichen Gruppen von Dingen, sondern ein Unterschied zwischen zwei verschiedenen Entitäten, Silber und Gold.

#### Essentialismus
Der Essentialismus verbindet den Art- mit dem Wesens-Begriff. Er existiert in den Varianten, dass die Arten, zu denen die Einzelgegenstände gehören, für diese als essentiell betrachtet werden oder dass den Arten selbst essentielle Eigenschaften zugeschrieben werden.

##### Intrinsische Eigenschaften
Die essentiellen Eigenschaften einer Art werden als intrinsisch, d. h. als unabhängig von anderen Dingen, betrachtet. Sie sind die Ursache für alle beobachtbaren gemeinsamen Eigenschaften der Mitglieder einer Art und erlauben uns daher, induktive Schlüsse zu ziehen und wissenschaftliche Gesetze über sie zu formulieren. Als paradigmatische Kandidaten für solche natürlichen Arten werden gerne chemische Elemente genannt. Ihre intrinsischen Eigenschaften – d. h. die Strukturen ihrer Atome – bestimmen ihre beobachtbaren Eigenschaften. So bestehen im Fall von Wasserstoff die Atome aus einem einzelnen Proton im Atomkern und einem einzelnen Elektron in der Atomhülle. Diese atomare Struktur ist seine Essenz, eine Eigenschaft, die alle Wasserstoffatome gemeinsam haben und die von den Atomen aller anderen Elemente nicht geteilt wird. Sie bestimmt die Bindungen, die das Wasserstoffatom mit anderen Entitäten eingehen kann wie z. B. in der Molekularstruktur H2. Diese Molekularstrukturen bestimmen dann weitere Eigenschaften des Wasserstoffs, wie seine Farblosigkeit, Geruchlosigkeit, Geschmackslosigkeit und hohe Brennbarkeit bei normalen Temperaturen.

##### Unterscheidbarkeit
Der Essentialismus verlangt, dass natürliche Arten diskret oder kategorisch unterscheidbar sind. Wenn es nämlich fließende oder kontinuierliche Übergänge von einer Art zur anderen gäbe, würde das bedeuten, dass wir willkürlich entscheiden müssten, wo wir die Grenze zwischen ihnen ziehen. Die Essenzen liefern uns selbst ein objektives Kriterium dafür, wo solche Grenzen zu ziehen sind. Für den Essentialismus sind damit vage Fälle ausgeschlossen, in denen wir nicht eindeutig bestimmen können, zu welcher Art eine Entität gehört. Brian Ellis nimmt so zum Beispiel die eindeutige Unterscheidbarkeit chemischer Kategorien als wissenschaftlichen Beweis dafür, dass die Welt in essentialistische Arten strukturiert ist.

##### Monismus und Hierarchie der Arten
Der Essentialismus ist in den meisten Fällen mit der Ansicht verbunden, dass es eine einzige richtige Art und Weise gibt, die Welt in natürliche Arten zu unterteilen. Die Arten sind dabei in einer eindeutigen Hierarchie angeordnet. Ein Gegenstand kann nur dann mehreren Arten angehören, wenn diese echte Teilmengen voneinander sind. Natürliche Arten müssen klare Grenzen haben.
Ein klassisches Beispiel für eine hierarchisch geordnete Klassifikation ist die Taxonomie Linnés. Hier wird z. B. der Mensch in die Spezies „Homo sapiens“ eingeordnet, aber auch in die Klasse der „Säugetiere“ und die Domäne der „Tiere“, wobei die Spezies eine Unterkategorie einer Klasse ist und eine Klasse eine Unterkategorie der Domäne.

##### Kritik
Kritiker des Essentialismus bringen vor, dass er auf den Art-Begriff vieler Wissenschaften nicht anwendbar sei. Biologische Arten zum Beispiel, die oft als Standard für natürliche Arten genommen werden, erfüllten die essentialistischen Anforderungen nicht. Außerdem scheine der Essentialismus mit der darwinschen Evolutionstheorie unvereinbar zu sein. Es gebe keine Eigenschaften von Arten, die alle und nur die Mitglieder einer Art gemeinsam haben. Selbst wenn es sie gäbe, könnten sie leicht durch evolutionäre Mechanismen wie Mutation, Rekombination und Gendrift verändert werden.
Diese Überlegungen haben viele Autoren zu dem Schluss gebracht, dass der Essentialismus keine zufriedenstellende Sichtweise der natürlichen Arten ist (Sober, Wilson, Barker und Brigandt) und den „Tod des Essentialismus“ auszurufen (Ereshefsky).
Muhamad Ali Khalidi und John Dupré erheben darüber hinaus den Einwand, dass es Arten gebe, die sich nur zum Teil überlappen. Es sei umstritten, ob natürliche Arten klare Grenzen haben müssen oder ob ihre Grenzen vage sein können, so dass es Gegenstände im Bereich zwischen zwei Arten geben kann, wie zum Beispiel Halbmetalle, deren Eigenschaften zwischen denen von Metallen und Nicht-Metallen liegen.

#### „Promiskuitiver Realismus (Promiscuous Realism)“
Nach dem „Promiskuitiven Realismus (Promiscuous Realism)“ gibt es, je nach unseren Interessen und Zielen, viele Möglichkeiten, Entitäten in Arten zu klassifizieren. Diese Position wurde von John Dupré eingeführt. Eine ähnliche Ansicht wurde unter dem Namen „pluralistischer Realismus“ auch von Philip Kitcher vorgeschlagen.
Dupré erkennt an, dass natürliche Arten bestimmte Eigenschaften besitzen, bestreitet aber ihren intrinsischen Charakter. Er leugnet auch die hierarchische Struktur und kategoriale Verschiedenheit von natürlichen Arten.
Zur Unterscheidung verschiedener natürlicher Arten könnten viele verschiedene Gleichheitsrelationen verwendet werden. Keine dieser Relationen sei privilegiert, das heißt, verschiedene Entitäten können einige Gemeinsamkeiten mit Mitgliedern einer Gruppe und einige mit Mitgliedern einer anderen Gruppe teilen. Welche Gruppe wir als relevant herausgreifen, hängt von unseren Interessen ab. Unterschiedliche Ziele und Interessen werden tendenziell zu unterschiedlichen Klassifizierungen führen. Diese Sichtweise sei aber realistisch, weil sie das Kriterium beinhaltet, dass etwas nur dann als eine natürliche Art zählt, wenn seine Mitglieder zumindest einige Ähnlichkeiten teilen, selbst wenn diese minimal sind. Bei diesen Ähnlichkeiten muss es sich um objektive Merkmale der Welt handeln und nicht um Fakten über uns. Die bloße Tatsache, dass wir einige Dinge zusammen gruppieren, zählt dabei nicht als eine gemeinsame natürliche Eigenschaft. Nicht alle Klassifizierungen sind gleichberechtigt. Einige dienen unseren Zwecken besser als andere oder können in verschiedenen Kontexten besser verwendet werden.

### Konventionalistische Positionen
Der Konventionalismus umfasst eine breite Palette von Ansichten. Allen gemeinsam ist die Behauptung, dass das, was bestimmt, welche Arten natürlich sind, nicht nur verstandesunabhängige Fakten über die Welt sind, sondern auch Fakten über „uns“, die Erkennenden oder Forschenden. Unsere Gruppierung von Objekten in natürliche Arten hänge zumindest teilweise von unseren Interessen, Zielen und kognitiven Fähigkeiten ab.

#### Schwacher Konventionalismus
Der schwache Konventionalismus geht davon aus, dass es zwar generell Arten in der Natur gibt, diese für uns aber nicht eindeutig erkennbar seien.
Typische Vertreter dieser Form des Konventionalismus sind Alexander Bird und Emma Tobin. Sie gehen davon aus, dass die Natur keine klaren Unterteilungen in Arten zulasse. Vielmehr gebe es nur kontinuierliche Abstufungen zwischen verschiedenen Arten von Dingen, so dass es teilweise an uns liege, wo wir die Grenze ziehen. Dies impliziere, dass unsere erkenntnistheoretischen Ziele, kognitiven Fähigkeiten und praktischen Interessen eine Rolle bei der Entscheidung spielen können, wo wir solche Grenzen ziehen und welche Klassifizierungen wir befürworten.
Ein anderer Vertreter der schwachen Form des Konventionalismus ist Thomas Reydons. In seinem „Co-Creation“-Modell der natürlichen Arten illustriert er, dass Arten sowohl durch Zustände in der Natur als auch durch die Hintergrundannahmen und Entscheidungen von Forschern in bestimmten wissenschaftlichen Kontexten mitbestimmt werden. Je nachdem, welche Arten als interessant angesehen werden, können verschiedene natürliche Arten bestimmt werden.

#### Starker Konventionalismus
Der starke Konventionalismus leugnet darüber hinaus die Existenz natürlicher Arten überhaupt. Er behauptet, dass die Unterschiede und Ähnlichkeiten, die wir den Dingen zuschreiben, beispielsweise aufgrund der sozialen Funktion der entsprechenden Begriffe existieren und nicht aufgrund natürlicher Tatsachen. Analog zum Unterschied der Geschlechter seien die Unterschiede zwischen den Arten keine „natürlichen“, sondern bloß menschliche Konstruktionen. Dies gelte auch für naturwissenschaftliche Konzepte wie chemische Elemente, biologische Arten und Elementar-Teilchen. So spricht Steve Woolgar in diesem Zusammenhang von einer „Konstitution der Objekte im Rahmen eines Diskurses“ („constitution of objects within a system of discourse“).

## Natürliche Arten in den Wissenschaften
Beispiele für die Annahme natürlicher Arten können in allen wissenschaftlichen Disziplinen gefunden werden. Als paradigmatische Beispiele gelten das Konzept der Arten in der Biologie, chemische Elemente (z. B. Gold) und Verbindungen (z. B. H2O). Ebenso spricht man beim Standardmodell der Quantenphysik von verschiedenen Arten von Elementarteilchen (Elektron, Tau-Neutrino, Charm-Quark etc.). In der Astronomie werden die Galaxien in verschiedene Arten klassifiziert (Hubble-Klassifikation). Problematischer ist der Art-Begriff in den Sozialwissenschaften, wie z. B. in der Ökonomie oder Soziologie, da die sich verändernden Normen und Praktiken von Individuen und Gesellschaften ebenfalls als konstitutive Faktoren für die Artzugehörigkeit angesehen werden können.
Da Arten häufig von den Wissenschaften definiert werden, können sie von diesen auch wieder revidiert werden. So wurde z. B. das Phlogiston bis Antoine Lavoisier als eine Art betrachtet. In der Biologie entstehen durch schnell mutierende Mikroorganismen permanent neue Arten.

### Biologie
Die biologischen Arten wurden in der Philosophie der Biologie traditionell als das Paradigma natürlicher Arten angesehen. So gruppiert das Klassifikationssystem Linnés Organismen aufgrund ihrer allgemeinen physischen Ähnlichkeiten (ihrer Morphologie) in Arten und Gattungen. Es herrschte allerdings aber schon immer die Meinung vor, dass nur die Taxa „Art“ und „Gattung“ die ontologischen Unterteilungen in der Natur widerspiegeln; die höheren Taxa (Familie, Ordnung, Klasse, Stamm, Domäne etc.) seien konventionelle Einteilungen, die in der Biologie lediglich von heuristischem Nutzen seien.
Gegenwärtig besteht in der Biologie keine Einigkeit darüber, wie die Arten genau bestimmt werden sollen. Die Ausdehnung der Arten und ihre Anzahl wird kontrovers diskutiert. Zum Beispiel sind nach dem „Interbreeding-Species“-Ansatz Arten Gruppen von sich kreuzenden natürlichen Populationen, die von anderen Gruppen reproduktiv isoliert sind. Alternativ dazu werden nach dem phylogenetischen Artkonzept Arten nach gemeinsamer Abstammung klassifiziert. Diese beiden Ansätze grenzen Arten unterschiedlich ein. Einige phylogenetische Arten kreuzen sich nicht (z. B. sich ungeschlechtlich fortpflanzende Organismen) und sind daher keine Arten nach dem Interbreeding-Ansatz.
Weiterhin stellt der Prozess der Evolution insofern ein Problem für den Begriff der natürlichen Arten dar, als sich Abstammungslinien erst allmählich im Laufe der Zeit entwickeln und dieser Prozess zu neuen Arten führt. Arten sind räumlich-zeitlich begrenzt und können ihre charakteristischen Eigenschaften ändern. Charles Darwin vertrat daher die These, dass die Unterschiede innerhalb und zwischen den Arten nur gradueller Natur sind:

“Finally, then, varieties have the same general characters as species, for they cannot be distinguished from species,—except, firstly, by the
discovery of intermediate linking forms, and the occurrence of such links cannot affect the actual characters of the forms which they connect; and except, secondly, by a certain amount of difference, for two forms, if differing very little, are generally ranked as varieties, notwithstanding that intermediate linking forms have not been discovered; but the amount of difference considered necessary to give to two forms the rank of species is quite indefinite.”

„Es können denn also Varietäten von Arten nicht unterschieden werden, ausser: erstens durch die Entdeckung von verbindenden Mittelgliedern, und zweitens durch ein gewisses unbestimmtes Maass von Verschiedenheit; denn zwei Formen werden, wenn sie nur sehr wenig von einander abweichen, allgemein nur als Varietäten angesehen, wenn sie auch durch Mittelglieder nicht verbunden werden können; der Betrag von Verschiedenheit aber, welcher zur Erhebung zweier Formen zum Artenrang für nöthig gehalten wird, kann nicht bestimmt werden.“

### Chemie
In der Philosophie der Chemie werden chemische Elemente und Verbindungen als klassische Kandidaten für natürliche Arten betrachtet. Wir beziehen uns auf chemische Arten in Gesetzen, Erklärungen und Induktionen. Dass ein bestimmter Gegenstand der natürlichen Art „Eisen“ angehört, erklärt sein Verhalten und macht es vorhersagbar. Aus der Beobachtung bestimmter Instanzen von Eisenobjekten lassen sich deren Eigenschaften – wie die Magnetisierbarkeit – per Induktion zu Naturgesetzen verallgemeinern. Chemische Elemente gehorchen zudem dem Erfordernis der kategorialen Unterscheidbarkeit: Eisen unterscheidet sich eindeutig von seinen Nachbarn im Periodensystem (Mangan und Kobalt).
Der Grund der Unterscheidbarkeit der chemischen Arten scheint in ihren mikrostrukturellen Eigenschaften zu liegen. Für ein chemisches Element reicht die Anzahl seiner Protonen im Kern (Ordnungszahl) aus, um es eindeutig zu identifizieren und von anderen abzugrenzen.

### Psychologie
In der Philosophie der Psychologie wird diskutiert, ob die verschiedenen Arten von mentalen Geisteszuständen (Überzeugungen, Wünsche, Hoffnungen, Ängste etc.) natürliche Arten bilden. Dabei handelt es sich nicht um Arten von „Dingen“ – wie in der Biologie, Chemie und Physik –, sondern um Arten von Zuständen und Prozessen.
Zum Verständnis natürlicher mentaler Arten kursiert eine Vielzahl an Theorien. Während die Identitätstheorie die Arten mentaler Zustände mit den Arten von Gehirnzuständen gleichsetzt, wendet der Eliminativismus dagegen ein, dass es nicht möglich sei, mentale Arten eindeutig auf neurophysiologische Arten zu reduzieren. Er fordert daher die Eliminierung des Konzepts mentaler Arten überhaupt zugunsten neurophysiologischer Arten. Vertreter eines funktionalistischen Ansatzes definieren mentale Arten durch ihre funktionalen Rollen und nicht durch die essentiellen Eigenschaften der neurophysiologischen Arten, die sie realisieren. Dabei spiele es keine Rolle, welche physikalische Art die Realisierung vornimmt.
Darüber hinaus wurde diskutiert, ob mentale Konzepte (Begriffe) selbst natürliche Arten sind. Autoren wie Eric Margolis und Jerry Fodor vertreten diese Annahme. Ihr wurde unter anderem von Paul E. Griffiths mit dem Argument widersprochen, dass Begriffe wie „Emotion“ nicht den echten natürlichen Arten entsprechen und daher aus dem wissenschaftlichen Vokabular gestrichen werden sollten. Die Heterogenitätshypothese von Edouard Machery behauptet darüber hinaus, dass die Klasse der mentalen Konzepte keine homogene Klasse darstellt. Vielmehr unterteile sie sich in mehrere verschiedene Arten, die eigentlich wenig gemeinsam haben. Es sei daher ein Fehler, anzunehmen, dass es allgemeine Eigenschaften von Begriffen gibt.